# Comtés de l'État du Wyoming
L'État du Wyoming est divisé en 23 comtés.
Il y avait à l'origine cinq comtés dans le territoire du Wyoming : Laramie et Carter, établis en 1867; Carbon et Albany ont été créés en 1868; et Uinta, une partie annexée de l'Utah et de l'Idaho, s'étendant du Montana (y compris Yellowstone Park) à la frontière entre le Wyoming et l'Utah. Le 10 juillet 1890, le Wyoming est admis dans l'Union avec treize comtés. Dix autres comtés ont été après cette date. 
Trois comtés ont été renommés après leur création. Le comté de Carter a été rebaptisé comté de Sweetwater le 1er décembre 1869. Le comté de Hanovre a existé pendant sept jours en 1911 avant d’être renommé comté de Washakie. Le comté de Pease, formé en 1875, est renommé comté de Johnson en 1879.

## Liste des comtés du Wyoming
| Comté       | Date de création | Étymologie | Siège du comté | Population (2013) | Superficie totale (km²) | Superficie terrestre (km²) | Superficie des eaux (km²) | Densité (hab./km²) | Variation (2010-2013) | Localisation |
| ----------- | ---------------- | --- | -------------- | ----------------- | ----------------------- | -------------------------- | ------------------------- | ------------------ | --------------------- | ------------ |
| Albany      | 1868             | La ville d'Albany dans l'État de New York, capitale de l'État où est né Charles D. Bradley, un membre de la législature du Territoire du Dakota | Laramie        | 37 422            | 11 160                  | 11 070                     | 89                        | 3,4                | 3,1 %                 |              |
| Big Horn    | 1896             | Les monts Big Horn, une chaîne de montagne des montagnes Rocheuses orientée Nord-Sud qui s'étend essentiellement dans le Centre-Nord de l'État | Basin          | 11 994            | 8 182                   | 8 125                      | 56                        | 1,5                | 2,8 %                 |              |
| Campbell    | 1911             | John Allen Campbell (1835–1880), officier dans l'Armée de l'Union pendant la guerre de Sécession et premier Gouverneur du Territoire du Wyoming (1869–1875) ou Robert Campbell (1804-1879), explorateur et négociant dans la traite des fourrures | Gillette       | 48 176            | 12 449                  | 12 439                     | 10                        | 3,9                | 4,4 %                 |              |
| Carbon      | 1868             | Le charbon dont des gisements ont été découverts dans le comté | Rawlins        | 15 748            | 20 627                  | 20 455                     | 172                       | 0,8                | -0,9 %                |              |
| Converse    | 1888             | A. R. Converse, un banquier et rancher originaire de la ville de Cheyenne | Douglas        | 14 313            | 11 046                  | 11 020                     | 26                        | 1,3                | 3,5 %                 |              |
| Crook       | 1875             | George Crook (1828-1890), officier de carrière de l'armée américaine qui servit comme général dans l'Armée de l'Union pendant la guerre de Sécession et pendant les guerres indiennes | Sundance       | 7 184             | 7 421                   | 7 393                      | 28                        | 1,0                | 1,4 %                 |              |
| Fremont     | 1884             | John C. Frémont (1813-1890), explorateur (1842-1849), Sénateur de la Californie (1850-1851), premier candidat au poste de Président des États-Unis du Parti républicain et premier candidat d'un grand parti à manifester son opposition à l'esclavage (1856), général dans l'Armée de l'Union pendant la guerre de Sécession et Gouverneur de l'Arizona (1878-1883) | Lander         | 40 998            | 23 998                  | 23 786                     | 212                       | 1,7                | 2,2 %                 |              |
| Goshen      | 1911             | Le pays de Goshèn, région d'Égypte mentionnée dans le livre de la Genèse | Torrington     | 13 612            | 5 781                   | 5 764                      | 18                        | 2,4                | 2,7 %                 |              |
| Hot Springs | 1911             | Les sources chaudes de Thermopolis | Thermopolis    | 4 847             | 5 197                   | 5 191                      | 6                         | 0,9                | 0,7 %                 |              |
| Johnson     | 1875             | E. P. Johnson, un avocat originaire de la ville de Cheyenne | Buffalo        | 8 628             | 10 812                  | 10 759                     | 53                        | 0,8                | 0,7 %                 |              |
| Laramie     | 1867             | Jacques La Ramée (1784-1821), trappeur canadien français | Cheyenne       | 95 809            | 6 961                   | 6 957                      | 4                         | 13,8               | 4,4 %                 |              |
| Lincoln     | 1911             | Abraham Lincoln (1809-1865), 16e Président des États-Unis (1861-1865) | Kemmerer       | 18 364            | 10 607                  | 10 557                     | 50                        | 1,7                | 1,4 %                 |              |
| Natrona     | 1888             | Le natron dont des gisements ont été découverts dans le comté | Casper         | 80 973            | 13 923                  | 13 832                     | 91                        | 5,9                | 7,3 %                 |              |
| Niobrara    | 1911             | La Niobrara River, un tributaire de la Missouri River, qui prend sa source dans le comté | Lusk           | 2 541             | 6 806                   | 6 801                      | 5                         | 0,4                | 2,3 %                 |              |
| Park        | 1909             | Le parc national de Yellowstone qui inclut la partie occidentale du comté | Cody           | 29 227            | 18 045                  | 17 980                     | 66                        | 1,6                | 3,6 %                 |              |
| Platte      | 1911             | La North Platte River, un tributaire principal de la Platte River, qui traverse le comté | Wheatland      | 8 765             | 5 467                   | 5 398                      | 69                        | 1,6                | 1,1 %                 |              |
| Sheridan    | 1888             | Philip Sheridan (1831-1888), officier de carrière de l'armée américaine qui servit comme général dans l'Armée de l'Union pendant la guerre de Sécession et pendant les guerres indiennes et grand défenseur de la région de Yellowstone | Sheridan       | 29 824            | 6 545                   | 6 537                      | 8                         | 4,6                | 2,4 %                 |              |
| Sublette    | 1921             | William Sublette (1798-1845), explorateur et trappeur | Pinedale       | 10 041            | 12 783                  | 12 656                     | 127                       | 0,8                | -2,0 %                |              |
| Sweetwater  | 1867             | La Sweetwater River, un tributaire de la North Platte River, qui coule dans l'État | Green River    | 45 237            | 27 172                  | 27 005                     | 167                       | 1,7                | 3,3 %                 |              |
| Teton       | 1921             | La chaîne Teton, une chaîne de montagne des montagnes Rocheuses orientée Nord-Sud qui s'étend dans la partie occidentale du comté | Jackson        | 22 268            | 10 920                  | 10 348                     | 572                       | 2,2                | 4,6 %                 |              |
| Uinta       | 1869             | Les monts Uinta, une chaîne de montagne des montagnes Rocheuses orientée Est-Ouest qui s'étend essentiellement dans le Nord-Est de l'Utah | Evanston       | 21 066            | 5 407                   | 5 390                      | 16                        | 3,9                | -0,2 %                |              |
| Washakie    | 1911             | Washakie (vers 1798-1900), chef et combattant de la tribu amérindienne des Shoshones orientaux qui permit la signature des traités de Fort Laramie (1851) et de Fort Bridger (1868) avec le Gouvernement fédéral des États-Unis | Worland        | 8 463             | 5 809                   | 5 798                      | 11                        | 1,5                | -0,8 %                |              |
| Weston      | 1890             | John B. Weston (1831-1895), géologue et arpenteur qui à la suite de la découverte de charbon dans le comté amena à la création d'une ligne de chemin de fer dans la région | Newcastle      | 7 158             | 6 216                   | 6 211                      | 5                         | 1,2                | -0,7 %                |              |